# Bakoko mohéli királyi herceg
Bakoko (Fomboni, Mohéli, 1878 előtt – Mohéli, 1901. január 19.), franciául: Bakoko prince de Mohéli, Mohéli (comorei nyelven Mwali) királyi hercege a Comore-szigetek egyik szigetén. A madagaszkári eredetű Imerina-dinasztia tagja. I. Ranavalona és III. Ranavalona madagaszkári királynők rokona. Szalima Masamba mohéli királynő egyetlen édestestvére.

## Származása

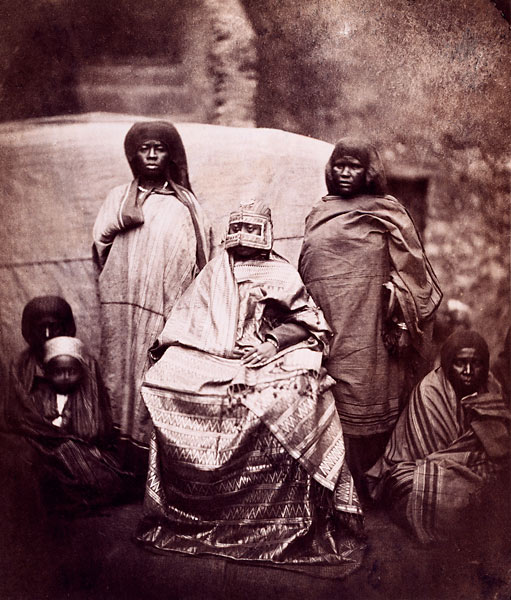
Dzsombe Szudi királynő-szultána 1863-ban az udvarhölgyeivel egy francia küldöttség fogadásakor. A királynő jobbján látható elsőszülött fia, az ekkor négyéves körüli Mohamed trónörökös. Désiré Charnay (1828–1915) francia utazó felvétele

Édesanyja Dzsombe Szudi mohéli királynő (szultána). Anyja révén, aki a madagaszkári királyi házból, az Imerina-dinásztiából származott, Ramanetaka-Rivo (–1842) madagaszkári hercegnek és marsallnak, valamint Ravao (–1847) madagaszkári királynénak, I. Radama madagaszkári király harmadik feleségének volt az unokája. Szalima Masamba anyai nagyapja, Ramanetaka-Rivo herceg I. Radama halála (1828) után Radama egy másik feleségének, Ranavalonának a trónra jutása után, hogy mentse az életét, a Comore-szigetekre menekült, felvette az iszlámot és az Abdul Rahman nevet, majd 1830-tól Mohéli szigetének a szultánja lett. Bakoko anyai nagyanyja, Ravao királyné pedig miután az első férje, I. Radama elvált tőle, feleségül ment annak rokonához, Ramanetaka-Rivo herceghez, és Radama főfeleségének, I. Ranavalonának a hatalomra kerülése után együtt menekült második férjével Mohélire, ahol őbelőle szultána lett. Majd Ramanetaka-Abdul Rahman halála után kiskorú lánya, Dzsombe Szudi lett az uralkodó, ő pedig lánya nevében átvette a régensséget, és hozzáment Ratszivandini tábornokhoz, aki az ő társrégense lett, de elvált tőle, és 1846-ban Szaid Abdul Rahman bin Szultan Alavi anjouani herceg felesége lett, viszont már a következő évben mérgezés következtében Mohéli fővárosában, Fomboniban elhunyt. Lánya, Bakoko anyja, Dzsombe Szudi királynő ekkor 10 éves volt.
Bakoko édesapja Émile Charles Marie Fleuriot de Langle, egy francia kereskedő, bár hivatalosan anyjának zanzibári férje, Szaidi Hamada Makadara herceg, Szaid ománi és zanzibári szultán unokatestvére volt az apja, ezért viselte a bint Szaidi Hamadi Makadara apai nevet. Két bátyjából is szultán lett: Mohamed (ur: 1865–1874) és Abderremane (ur.: 1878–1885).

## Testvérei
- Féltestvérei anyjának a férjétől, Szaidi (Szajjid) Hamada (Muhammad bin Nasszer Al-Buszaidi) Makadara (Mkadara) zanzibári és ománi hercegtől, Moheli hercegétől és régensétől, Szaid ománi és zanzibári szultán tanácsosától, 3 fiú:[3]
  - Mohamed bin Szaidi Hamadi Makadara (1859 körül–1874) mohéli király (szultán) (ur.: 1865–1874)
  - Abdul Rahman bin Szaidi Hamadi Makadara (1860 körül–1885), II. Abdul Rahman néven mohéli király (szultán) (ur.: 1878–1885)
  - Mahmud bin Szaidi Hamadi Makadara (1863–1898) trónkövetelő: (1885–1886), Mohéli régense a húguk, Szalima Masamba nevében (ur.: 1889–1897), 1 fiú
- Édestestvére az anyjának házasságon kívüli kapcsolatából, Émile Charles Marie Fleuriot de Langle (Morlaix, Finistère, Bretagne, 1837. július 30. – Saint-Denis, Réunion, 1881. október 24.) francia kereskedőtől, 2 gyermek:[4]
  - Bakoko (?–1901)
  - Szalima Masamba (Ursula) bint Szaidi Hamadi Makadara (1874–1964) mohéli királynő (szultán) (ur.: 1888–1909), férje Camille Paule (1867–1946), 3 gyerek
- Féltestvérei az apjának a feleségétől, Marie Caroline Henriette Richard (Sainte-Marie, Réunion, 1843. október 4. – Párizs, 1911. május 10.) úrnőtől, 3 leány:[5]
  - Marie Gabrielle Armande Fleuriot de Langle (?–?)
  - Blanche Marie Caroline Fleuriot de Langle (Saint-Denis, Réunion, 1865. november 24. – ?), férje Charles Alphonse Royer (1848–?), 1 leány
  - Marguerite Suzanne Marie Augusta Fleuriot de Langle (Saint-Denis, 1869. július 27. – ?), férje Auguste Ferdinand Florentin (1851–?)

## Élete

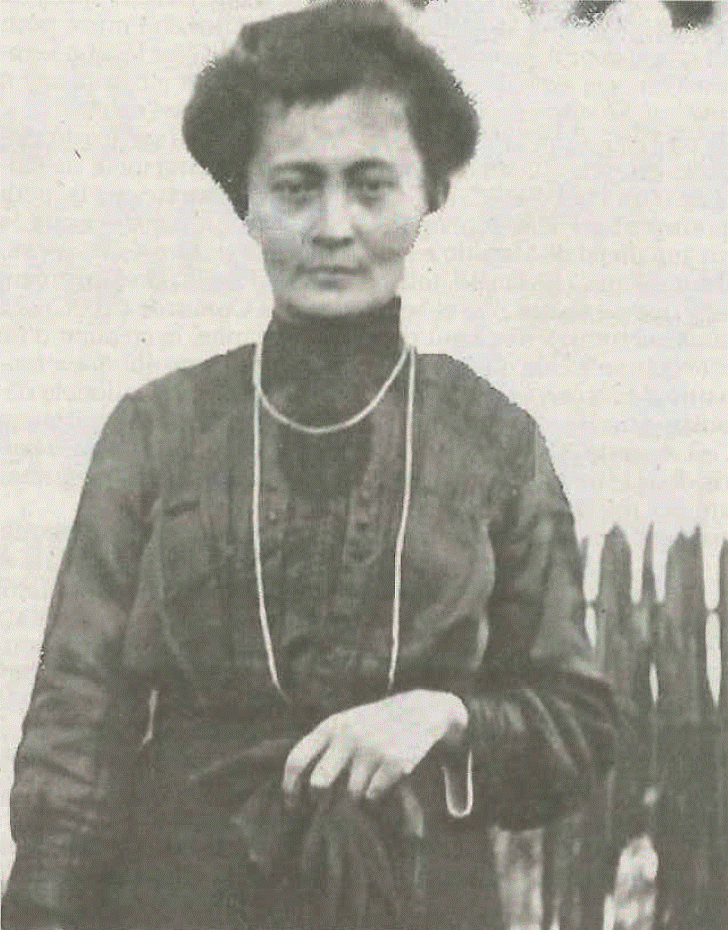
Szalima Masamba királynő

Kisgyermek volt, mikor édesanyja 1878-ban meghalt. Ekkor középső bátyjuk, II. Abdul Rahman lett 14 évesen az új szultán. A fivére megölését követően a gyilkosa, Mohamed Sehe lett az új szultán, aki 1886-ban elfogadta a francia hegemóniát, és Moheli francia protektorátus lett. 
1888-ban restaurálták az Imerina-dinasztiát, és a meggyilkolt szultán húga, Bakoko édestestvére, Szalima Masamba 14 évesen lett Mohéli királynője, de a kiskorúsága idején régensek uralkodtak helyette. A következő évben így a szultána-királynő harmadik bátyja. Mahmud 1889. szeptember 18-án vette át ezt a posztot. Szalima Masambát ekkor elküldték tanulni előbb Mayotte-ra, ahova 1889. november 1-jén, 15. születésnapján érkezett meg. Ezután Pierre Louis Clovis Papinaud, Mayotte francia kormányzója továbbküldte Réunionra, és erről levélben értesíti a francia gyarmatsziget kormányzóját az ifjú szultána-királynő közelgő érkezéséről. Réunion székhelyén, Saint-Denisben a Szeplőtelen Fogantatás Internátusban (l’institution de l’Immaculée Conception/Pensionnat de l’Immaculée Conception), egy bentlakásos iskolában tanult. 
A franciák Réunionra száműzték Szalima Masamba rokonait is, a bátyjukat, Mahmudot 1898-ban, aki a szigeten halt meg, illetve még egy évvel korábban a trónfosztot madagaszkári királynőt, III. Ranavalonát a családjával. Bakoko viszont Mohéli szigetén maradt.
A szultán-királynő Réunion gyarmatszigetén ismerte meg a férjét, egy egyszerű francia csendőrt 1900-ban, akibe szerelmes lett, és a rangon aluli (morganatikus) házasságot választotta. 1901. augusztus 28-án Réunion székhelyén, Saint-Denis-ben férjhez ment a Camille Paule nevű francia csendőrhöz.
Bakoko herceg ezt már nem érhette meg, mert 1901. január 19-én meghalt Mohéli szigetén.